# Valle del Mezquital
Valle del Mezquital är en dal i Mexiko.   Den ligger i delstaten Hidalgo, i den sydöstra delen av landet, 110 km norr om huvudstaden Mexico City.